# アーサー・ディロン (1750-1794)

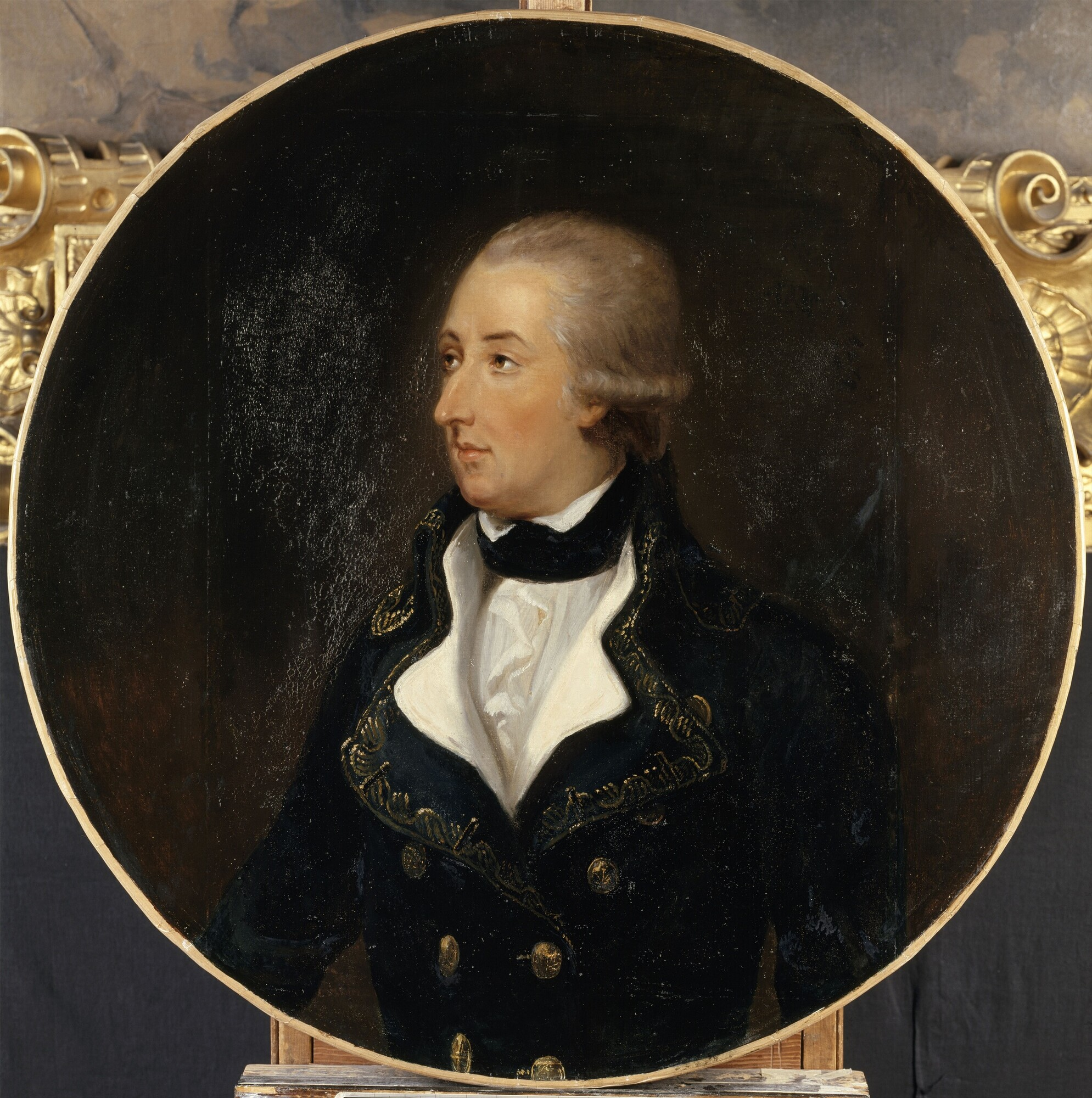
アーサー・ディロン、ジャン＝イレール・ベロック画、1834年。ヴェルサイユ美術館蔵。

アーサー（アルテュール）・ディロン（Arthur, comte Dillon, 1750年9月3日 ブレイ・ウィック - 1794年4月13日 パリ）は、ブルボン朝末期から第一共和政期フランスの貴族・軍人。伯爵。仏領トバゴ総督。

## 生涯
ジャコバイト派のアイルランド貴族、第11代ディロン子爵ヘンリー・ディロン（1705年 – 1787年9月15日）と、その妻で第2代リッチフィールド伯爵の娘のシャーロット・リー（1794年6月19日没）の間の次男として、イングランド・バークシャーのブレイ・ウィックで生まれた。
1767年8月25日、わずか16歳で父から一族が世襲するディロン連隊の連隊長（大佐）職を引き継ぐ。アメリカ独立戦争が始まると連隊を率いてアメリカへ渡り、提督デスタン伯爵の麾下で従軍。1779年のグレナダ占領ではマカートニー卿の部隊と戦い、弟ヘンリーと共に7月5日マカートニーを降伏させた。7月6日のグレナダの海戦でも艦船に乗り込み戦闘に従事した。同年9・10月のサバンナ包囲戦にも従軍し、同地で旅団長に昇進。そして1783年のパリ条約締結後、仏領トバゴ総督に任命された。
ディロンは1768年に又従妹のテレーズ・リュシー・ド・ロースを妻としたが、1782年に死別した。トバゴ総督就任後の1785年、彼はマルティニーク島の富裕な農園主の未亡人ロール・ド・ジラルダン・ド・モンジェラール（1749年 - 1817年）と再婚した。1789年、ヴェルサイユで開催された全国三部会にマルティニーク島代表として出席するためフランス本土に戻り、フランス革命に遭遇する。
第一次対仏大同盟戦争中、ディロンは旧体制の貴族将校として、非常に困難な軍指揮を担った一人だった。1792年4月29日、同じ境遇にあった彼の従兄弟セオボールド・ディロンは、小規模戦闘（マルカンの戦い）の敗北の責任を負わされ自軍の兵士に虐殺された。ヴァルミーの戦いの後、ディロンの上官デュムーリエ将軍は軍の大半を連れてベルギーの前線に戻った。その際、1792年10月1日ごろ、ディロンに1万6000人の兵を付けて分離し、アルデンヌ方面軍に合流させようとした。その2週間後、ディロンはパリに召喚され、尋問を受けた。副官のフランソワ・セヴラン・マルソーの必死の弁護も空しく、1793年7月1日にディロンは反革命容疑で逮捕された。そして「監獄の陰謀」を企てた嫌疑をかけられ、1794年4月13日ギロチン刑に処せられた。最後まで王党派の信条を捨てなかった彼は、処刑の際、「国王万歳！（"Vive le roi!"）」を叫んだ。
マルティニーク島の主都フォール＝ド＝フランスには、ディロンが経営に携わったディロン醸造所が存在する。

## 子女
最初の妻との間に1男1女。
- ジョルジュ・ディロン（2歳で夭折）
- アンリエット・リュシー・ディロン（1770年 - 1853年） - ラ・トゥール・デュ・パン侯爵フレデリック・セラファン・ド・ラ・トゥール・デュ・パン・グヴェルネ（1837年没）と結婚[1]

2番目の妻との間に2女。
- ルイーズ・ディロン（1783年 - 1822年）
- エリザベート・フランソワーズ・ファニー・ディロン（1785年 - 1836年） - 1808年アンリ・ガティアン・ベルトラン伯爵と結婚

## 著書
- Compte-rendu au ministre de la guerre (Paris, 1792) ;
- Exposition des principaux événements qui ont eu le plus d'influence sur la révolution française (Paris, 1792).

## 引用・脚注
1. 1 2  Mosley 1999, p. 851.
2. ↑  O'Callaghan 1854, p. 50, footnote: "... the latter [Arthur] at Braywick in Berkshire, in September, 1750."
3. ↑  Phipps 1926, p. 78, line 9: "... on the 29th April, his men broke and fled for Lille, which they re-entered in wild confusion, crying out 'Treason', wounding Dupont, and not only killing their general, Théobald Dillon, but venting their fury on his corpse ..."
4. ↑  Phipps 1926, p. 135: "This troop was now reinforced to 16000, a strength later increased from garrisons ..."
5. ↑  Phipps 1926, p. 137, line 27: "Arrested on the 1st July 1793, he was included amongst the victims of the alleged çonspiration des prisons' and was guillotined on the 13 April 1794, shouting vigorously 'vive le roi', as he mounted the scaffold."